# Жак Кюри
Жак Кюри (на френски: Jacques Curie) е френски физик, един от откривателите на пиезоелектричния ефект, занимаващ се и с минералогия.

## Биография
Жак е роден на 29 октомври 1859 г. в Париж, в семейството на лекар.
От 1878 г. Кюри започва да работи с брат си Пиер Кюри в минералогичната лаборатория на Сорбоната. Заедно откриват пиезоелектричния ефект през 1880 – 1881 г.
През 1883 г. Жак Кюри се премества в Монпелие и се занимава с минералогия в един от университетите там.
Умира на 19 февруари 1941 г.